# 兩西西里足球代表隊
兩西西里足球代表隊是意大利南部兩西西里王國地區的一個足球代表隊。該球隊並不是FIFA和UEFA的會員，因此無法參加世界杯和歐錦賽的賽事。兩西西里組建於2008年。2009年4月30日，兩西西里和帕達尼亞足球代表隊進行了一場比賽，這是他們的首場比賽。兩西西里在2010年1月成為新足球聯盟理事會的暫定會員。並參加了這一年的萬歲世界杯。

## 外部連結
- Nazionale di Calcio del Regno delle Due Sicilie（页面存档备份，存于）（意大利文）
- Viva World Cup（英文）